# رزيقة فرحان
رزيقة فرحان هي ممثلة جزائرية، اشتهرت بأدوارها في الأعمال الدرامية الجزائرية والتونسية. عُرفت بشكل خاص لدى الجمهور التونسي من خلال مشاركتها في السلسلة الكوميدية نسيبتي العزيزة.

## الحياة المهنية
بدأت رزيقة فرحان مسيرتها الفنية كعارضة أزياء قبل أن تدخل عالم التمثيل، حيث شاركت في العديد من الأعمال الدرامية في تونس والجزائر. من أبرز أعمالها قلوب في صراع، بالإضافة إلى جميع أجزاء نسيبتي العزيزة. كما أدّت دور نصيرة، زوجة وزير البيئة المخلوع، في المسلسل التونسي دار الوزير.

## ألقابها
حصلت رزيقة على لقب ملكة جمال الجزائر في عام 2010

## أعمالها
- قلوب في صراع
- نسيبتي العزيزة (جميع الأجزاء)

- دار الوزير – دور نصيرة

## روابط خارجية
- رزيقة فرحان على موقع قاعدة بيانات الأفلام العربية